# 屈貢德山
47°30′12.6″N 10°25′53.4″E / 47.503500°N 10.431500°E

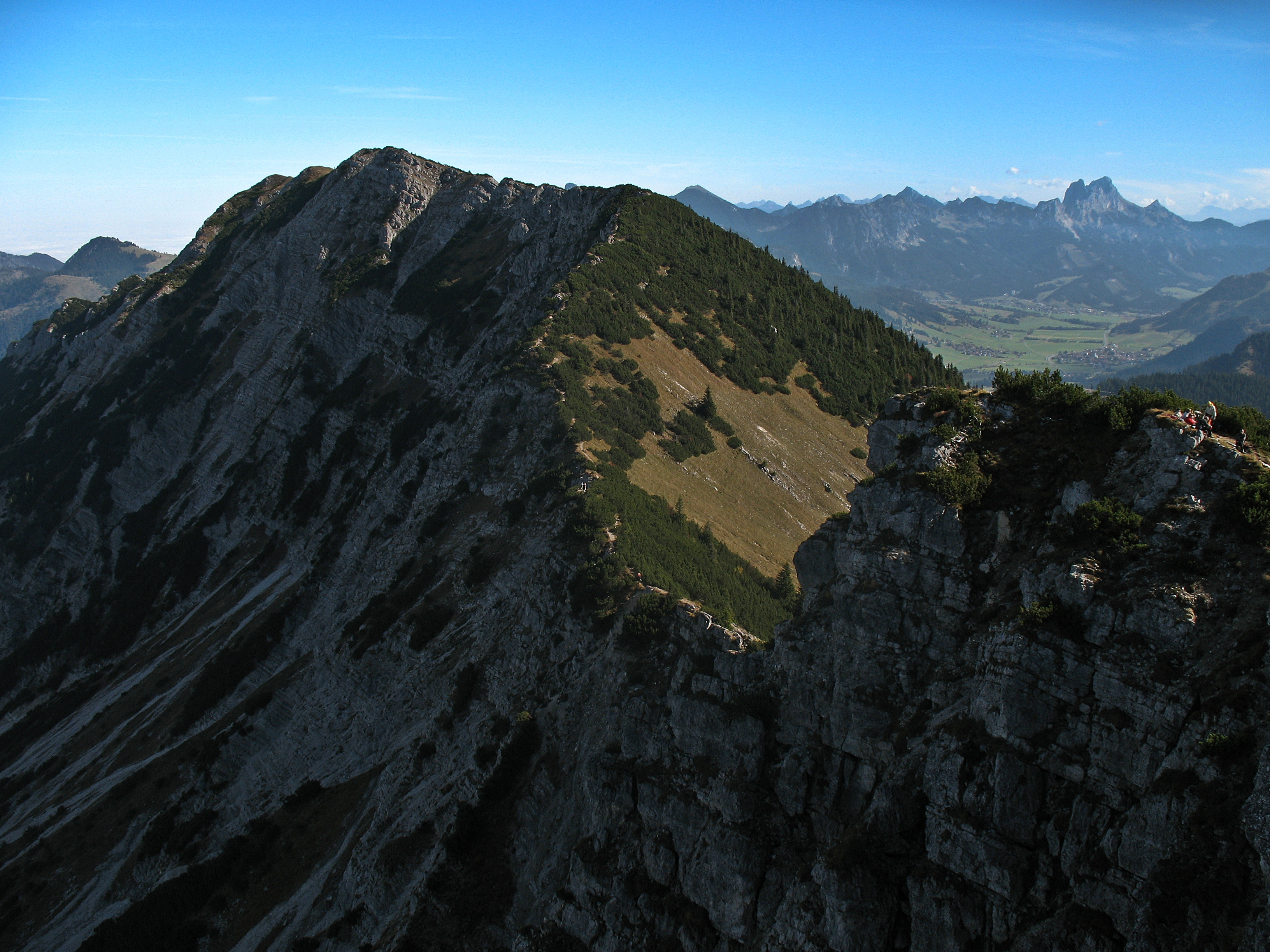

屈貢德山（德語：Kühgundkopf），是中歐的山脈，位於奧地利和德國接壤的邊境，屬於阿爾高阿爾卑斯山脈的一部分，距離布希瑟山1.6公里，海拔高度1,907米，每年平均降雨量1,730毫米。